# Elyne Mitchell
Elyne Mitchell (född Sibyl Elyne Chauvel), född 30 december 1913 i Melbourne, död 4 mars 2002 i Corryong, Victoria, var en australisk författare. Hon var dotter till general Sir Henry George Chauvel.
Elyne Mitchell belönades 1988 med utmärkelsen Order of Australia och blev hedersdoktor 1993 vid Charles Sturt University. Hon var även erfaren skidåkare. År 1938 vann hon kanadensiska mästerskapen i utförsåkning och 1941 blev hon den första kvinna som åkte utför hela Snowy Mountains västsida.
Hon gifte sig med advokaten och sedermera parlamentsledamoten Thomas Walter Mitchell och flyttade till bergen. De fick fyra barn: Walter Harry, John, Honnor, och Indi.

## Windy-böckerna
Mitchell har bland annat skrivit en ungdomsbokserie om australiska vildhästar. En del av böckerna är översatta till svenska. Den första boken The Silver Brumby heter på svenska Windy, ledarhingsten. Böckerna handlar om palomino-hingsten Windy och hans efterkommande nära Mount Kosciuszko i Snowy Mountains på gränsen mellan New South Wales och Victoria. Windy/Thowra föds en stormig natt av stoet, Bel-Bel. I böckerna får läsaren lära känna personligheter som Windys bäste vän, Storm, och hans mor, Mirri, samt Windys rivaler; den elaka hingsten Arrow och hans aggressiva mor, Brownie. Böckerna har även filmats flera gånger.

## Boktitlar i Windy-serien
#(nummer) = Läsordningen i den utökade serien. Här finns böcker som inte anses tillhöra huvudserien men som utspelar sig i samma universum. [(nummer)] = Läsordningen i huvudserien.
- [1]..#1..The Silver Brumby (1958) ........................Windy, ledarhingsten
- [2]..#2..Silver Brumby's Daughter (1960) .............Windys dotter
- [3]..#3..Silver Brumbies of the South (1965) ........Windys vilda hjord
- [4]..#4..Silver Brumby Kingdom (1966) ................I Windys spår
- [5]..#5..Moon Filly (1968) .....................................De vilda unghästarna
- [6]..#6..Silver Brumby Whirlwind (1973) ..............Windys sista strid
- [7]..#7..Son of the Whirlwind (1979) ....................Windys son Mirro
- [8]..#8..Silver Brumby, Silver Dingo (1993) ..........
- [9]..#9..Dancing Brumby (1995) ...........................
- [10]..#10..Brumbies of the Night (1996) ................
- [11]..#11..Dancing Brumby's Rainbow (1998) .......
- [12]..#12..The Thousandth Brumby (1999) ...........
- [13]..#18..Wild Echoes Ringing (2003) ..................

Silver Brumby - extended series (18 böcker)
("extended series" innehåller böcker som inte anses tillhöra huvudserien men som utspelar sig i samma universum. här markerar # vilken plats i läsordningen som boken hamnar i.)
- #13 The Colt at Taparoo (1976) .................Unghingstarna från Taparoo
- #14 The Colt from Snowy River (1980) ......Hingsten med silverskorna
- #15 Snowy River Brumby (1980) ...............Nooroo, snabb som vinden
- #16 Brumby Racer (1981) .........................Nooroo, den obesegrade
- #17 The Man From Snowy River ...............

Boksamlingar
- ..THE SILVER BRUMBY CENTENARY EDITION (2012) (compilation) ....(Huvudserien; Bok 1-4)
- ..SILVER BRUMBY KINGDOM (2013) (compilation) .................................(Huvudserien; Bok 5-8)
- ..SILVER BRUMBY ECHOING  (2013) (compilation) .................................(Huvudserien; Bok 9-13)

Se också, Länkar:
https://en.wikipedia.org/wiki/Silver_Brumby
https://www.goodreads.com/series/192250-silver-brumby---extended
https://www.goodreads.com/author/show/170001.Elyne_Mitchell
https://web.archive.org/web/20161109061450/http://www.janebadgerbooks.co.uk/australia/emitchell.html